# Strafprozessrecht (Schweiz)
Das formelle Strafrecht, auch Strafprozessrecht genannt, ist in der Schweiz seit Inkrafttreten der Schweizerischen Strafprozessordnung (StPO) am 1. Januar 2011 einheitlich geregelt. Zuvor existierten 26 kantonale Strafprozessordnungen sowie eine Bundesstrafprozessordnung für bestimmte der Bundesjustiz unterstehende Delikte. Eine weitere Strafprozessordnung existiert für das Militärstrafrecht und für das Jugendstrafrecht, die durch die eidgenössische StPO jedoch nicht abgelöst wurden. Das materielle Strafrecht ist im Schweizerischen Strafgesetzbuch geregelt.

## Vorverfahren
Der Ablauf eines Strafverfahrens ist in Vor- und Hauptverfahren geteilt, wobei im Vorverfahren noch zwischen Ermittlungsverfahren und der Untersuchung unterschieden wird. Wenn gegen ein Urteil im Hauptverfahren Berufung eingelegt oder Revision auf Grund neuer Beweise verlangt wird, kann ein  Rechtsmittelverfahren eingeleitet werden.

### Ermittlungsverfahren
Das Ermittlungsverfahren beginnt bei einer privaten oder behördlichen Anzeige (Art. 300–302). Die Polizei ermittelt und nimmt vorläufige Festnahmen vor (Art. 306). Tatorte werden von der Polizei untersucht, die sämtliche Ergebnisse der leitenden Staatsanwaltschaft übergibt (Art. 307 Abs. 3). Die Staatsanwaltschaft entscheidet über weitere Untersuchungen und entscheidet über eine allfällige Einstellung des Verfahrens (Art. 309, 310). Als leitende Instanz eines Verfahrens kann die Staatsanwaltschaft auch ohne polizeiliche Ermittlungen ein Vorverfahren einleiten sowie durchführen. Im Laufe des Ermittlungsverfahrens verhaftete Personen haben umgehend das Recht auf einen Anwalt der ersten Stunde (Art. 159). Der Anwalt kann bereits bei polizeilichen Einvernahmen anwesend sein. Bereits nach der ersten Einvernahme der beschuldigten Person kann Einsicht in die Akten des Strafverfahrens beantragt werden, sofern von der Staatsanwaltschaft bereits die wichtigsten Beweise erhoben wurden (Art. 101). Bei Verdacht auf Missbrauch des Einsichtsrechts, bei sicherheitsrelevanten Inhalten, welche Personen gefährden, oder bei öffentlichen oder privaten Geheimhaltungsinteressen kann die Einsicht durch die Strafbehörden eingeschränkt werden (Art 102 Abs. 1, 149 Abs. 2 lit. e).

### Untersuchung (Art. 308 und folgende)
Die Staatsanwaltschaft übernimmt die Führung der Untersuchung (Art. 61) und verhört, selbst oder durch von Bund oder Kanton bestimmte Angehörige der Polizei, Beschuldigte sowie Zeugen (Art. 142 Abs. 2). Gerichte, Staatsanwaltschaft sowie Übertretungsstrafbehörden können von Bund oder Kanton zu unterschiedlichen Einvernahmen berechtigt sein (Art. 142 Abs. 1). Zudem nimmt sie Beweise der sich verteidigenden Partei und der Polizei (Art. 311 und 313) ab, sodass sie Zwangsmassnahmen beim Zwangsmassnahmengericht beantragen kann (Art. 224) (z. B. Untersuchungshaft). Beschwerden gegen Polizei, Staatsanwaltschaft oder Zwangsmassnahmen werden von der zuständigen Beschwerdeinstanz des Bundes oder des Kantons beurteilt (Art. 20). Falls zwischen Kläger und Beklagtem keine Streitbeilegung in Form eines Vergleichs resultiert (Art. 316), trifft die Staatsanwaltschaft einen Entscheid über Anklageerhebung oder Einstellung des Verfahrens (Art. 318, 319).

## Hauptverfahren
Mit Erhalt der Anklageschrift übernimmt das Gericht sämtliche Befugnisse des Verfahrens für den Zeitraum, in dem eine Urteilsfindung auf Grund der Anklageschrift und der Akten sowie anderer Umstände möglich ist. Das Gericht kann die Verhandlungen unterbrechen, um sie später fortzuführen oder auch um die Anklageschrift und die Akten von der Staatsanwaltschaft ergänzen und berichtigen zu lassen. Die Staatsanwaltschaft erhält auch die Möglichkeit, die Anklageschrift zu korrigieren, wenn das Gericht der Ansicht ist, der beschriebene Sachverhalt könnte einen anderen Straftatbestand erfüllen, sie kann auch während des Hauptverfahrens bekannt gewordene Straftaten in die Anklageschrift aufnehmen, sofern diese in den Zuständigkeitsbereich des Gerichts fallen. Das Gericht kann Kompetenz überschreitende Anklagen unanfechtbar an ein zuständiges Gericht überweisen. Ein Verfahren kann vom Gericht in allen Anklagepunkten sofort oder in einzelnen Anklagepunkten mit der Urteilsverkündung eingestellt werden.

### Vorverhandlung
Die Verfahrensleitung kann eine Vorverhandlung ansetzen, um mit den betroffenen Parteien Organisatorisches zu klären oder Vergleichsverhandlungen anzuordnen. Falls nötig können auch Beweise, welche in der Hauptverhandlung keinen Platz finden, bereits in der Vorverhandlung erhoben werden. Beweise, welche das Gericht in der Hauptverhandlung erheben wird, werden bekannt gegeben.

### Hauptverhandlung
Die angeklagte Person hat Anwesenheitspflicht, sofern ihre Anwesenheit erforderlich ist und kein Gesuch eingereicht wurde. Eine amtliche oder notwendige Verteidigung muss immer anwesend sein. Die Staatsanwaltschaft kann der Verhandlung fernbleiben und durch schriftliche Anträge teilnehmen, sofern das geforderte Strafmass niedriger als ein Jahr Freiheitsentzug ist und sie nicht von der Verfahrensleitung zur Anwesenheit aufgefordert wurde. Ist die Staatsanwaltschaft oder die Verteidigung unentschuldigt abwesend, wird das Verfahren verschoben. Bleibt der Angeklagte wiederholt der Verhandlung unentschuldigt fern, wird in seiner Abwesenheit verhandelt. Privatkläger können sich vertreten lassen oder schriftliche Anträge stellen.
Die Hauptverhandlung beginnt mit Vorfragen der Parteien zum Prozess, der Anklage und der Verhandlung, welche vom Gericht nach Anhörung der anwesenden Parteien umgehend beantwortet und festgelegt werden. Mit dem Abschluss der Vorfragen kann die Anklageschrift nicht mehr zurückgezogen oder ergänzt werden, und das Beweisverfahren beginnt.
Zunächst wird vom Verfahrensleiter die beschuldigte Person zu ihrer Person, zur Anklage und zu den Ergebnissen des Vorverfahrens befragt. Anschliessend können die Parteien durch den Verfahrensleiter oder mit dessen Erlaubnis Ergänzungsfragen stellen. Den Parteien steht die Möglichkeit offen, weitere Beweise per Antrag vorzutragen. Mit den Vorträgen der Staatsanwaltschaft und der Verteidigung wird die Parteiverhandlung geschlossen. Die beschuldigte Person hat das letzte Wort. Das Gericht zieht sich anschliessend zur geheimen Beratung zurück. Der Gerichtsschreiber beteiligt sich in beratender Funktion an der Urteilsfindung. Falls das Festlegen eines Urteils noch nicht möglich ist, wird nochmals eine Parteiverhandlung begonnen, andernfalls wird das Urteil für jeden Anklagepunkt demokratisch ermittelt.

## Rechtsmittel

### Berufung
Eine Berufung kann innert 10 Tagen nach Urteilseröffnung angemeldet werden. Die Frist beginnt mit dem Folgetag der Eröffnung. Die Anmeldung der Berufung kann schriftlich oder mündlich zu Protokoll erfolgen. Innert 20 Tagen nach Zustellung des begründeten Urteils muss beim Berufungsgericht eine detaillierte schriftliche Berufungserklärung mit dem Umfang der Anfechtung sowie den erwünschten Urteilsänderungen als auch den Beweisanträgen eingereicht werden. Bei unvollständiger oder fehlerhafter Berufungserklärung setzt das Berufungsgericht eine weitere Frist, in der die Erklärung korrigiert werden kann. Die Berufung hat im Umfang der Anfechtung aufschiebende Wirkung. Das Berufungsgericht fällt ein neues Urteil, welches das Urteil der Vorinstanz ersetzten oder bestätigen kann. Sind im erstinstanzlichen Verfahren wesentliche Mängel aufgetreten, ordnet das Berufungsgericht eine neue Hauptverhandlung an, in welcher alle oder nur bestimmte Verfahrenshandlungen wiederholt werden.

### Revision
Die Revision eines Urteils kann beim Berufungsgericht beantragt werden, wenn sie zum Schutz von Menschenrechten und Grundfreiheiten (EMRK) dient oder das Urteil in unverträglichem Widerspruch zu einem späteren Urteil steht, es gilt eine Frist von 90 Tagen. Eine Revision auf Grund neuer Beweise oder bekannt gewordener strafbarer Verhandlungsbeeinflussungen kann unbefristet beantragt werden, zugunsten des Verurteilten sogar über die Verjährungsfrist hinaus. Kommt es als Folge der Revision zu einem Freispruch eines Verurteilten, werden Bussen zurückgezahlt und Freiheitsentzug angemessen entschädigt, sofern dieser nicht anderen Straftaten angerechnet werden kann.

## Besondere Verfahren

### Strafbefehlsverfahren
Ist die beschuldigte Person im Verlauf des Vorverfahrens geständig oder der Tatbestand ausreichend geklärt, kann die Staatsanwaltschaft einen Strafbefehl erlassen, sofern sie das Strafmass eines Strafbefehls für ausreichend hält. Als mögliche Strafen kommen Bussen, Geldstrafen bis zu 180 Tagessätzen, bis 6 Monate Freiheitsstrafe sowie Kombinationen, welche nicht mehr als 6 Monaten Freiheitsstrafe entsprechen, in Frage. Eine Busse kann zusätzlich immer ausgesprochen werden. Innert 10 Tagen kann schriftlich Einsprache gegen den Strafbefehl erhoben werden. Findet keine Einsprache statt, gilt der Strafbefehl als rechtskräftiges Urteil. Bei einer Einsprache entscheidet die Staatsanwaltschaft über Einstellung des Verfahrens oder übergibt den Strafbefehl als Anklageschrift dem Gericht zur Hauptverhandlung. Die Staatsanwaltschaft kann auch neue Beweiserhebungen tätigen. Wird der Strafbefehl vom Gericht zurückgewiesen, beginnt die Staatsanwaltschaft erneut mit dem Vorverfahren. Das Gericht kann, wenn die Einsprache nur Kosten und Entschädigungen betrifft, das Verfahren schriftlich führen, solange keine Verhandlung verlangt wurde.

### Übertretungsstrafverfahren
Das Übertretungsstrafverfahren erfährt eine Spezialregelung als besonderes Verfahren, weil gem. Art. 17 Abs. 1 StPO Bund und Kantone die Verfolgung und Beurteilung von Übertretungen an Verwaltungsbehörden übertragen können. Die Verwaltungsbehörden haben zur Erfüllung dieser Aufgabe dieselben Befugnisse wie die Staatsanwaltschaft (Art. 357 Abs. 1 StPO). Diese sind jedoch bspw. in Bezug auf Zwangsmassnahmen beschränkt. Kantone können zudem vorsehen, dass die beschuldigte Person im Übertretungsstrafverfahren durch einen Laien verteidigt werden kann (vgl. Art. 127 Abs. 5 StPO).
In der Regel endet das Verfahren formell mit einem Strafbefehl. Ist der Übertretungstatbestand jedoch nicht erfüllt, so stellt die Übertretungsstrafbehörde das Verfahren mit einer kurz begründeten Verfügung ein (Art. 357 Abs. 3 StPO). Wurde keine Eröffnungsverfügung erlassen, so stellt die Staatsanwaltschaft oder Übertretungsstrafbehörde demgegenüber eine Nichtanhandnahmeverfügung aus. Liegt nach Ansicht der Behörde nicht eine Übertretung, sondern ein Verbrechen oder Vergehen vor, so überweist sie den Fall der Staatsanwaltschaft (Art. 357 Abs. 4 StPO).
Die Fragen des formellen Verfahrens bestimmen sich sinngemäss nach den Vorschriften über das Strafbefehlsverfahren (Art. 357 Abs. 2 StPO), so insb. der Inhalt und die Eröffnung des Strafbefehls sowie die Einsprache. (vgl. Art. 353 ff. StPO).

### Abgekürztes Verfahren
Ist die von der Staatsanwaltschaft geforderte Strafe kürzer als fünf Jahre und die beschuldigte Person zeigt sich in wesentlichen Punkten des Sachverhalts übereinstimmend mit der Staatsanwaltschaft, kann die Person ein abgekürztes Verfahren beantragen. Haben Staatsanwaltschaft, die beschuldigte Person und das Gericht (in dieser Reihenfolge) keine Einwände, wird das Hauptverfahren ohne Beweisaufnahme durchgeführt. Das Gericht befragt lediglich die beteiligten Parteien und vergleicht die Aussagen mit den Akten. Befindet das Gericht das geforderte Strafmass für angemessen, wird dieses als Urteil gesprochen, ansonsten wird das abgekürzte Verfahren eingestellt und ein ordentliches begonnen.

## Verfahrenskosten
Die Verfahrenskosten setzen sich aus den Kosten für die amtliche Verteidigung, für Übersetzungen, für Gutachten und für die Mitwirkung anderer Behörden sowie aus den Spesen für Post und Telefon zusammen.
Kosten, welche durch Fehlverhalten oder unentschuldigtes Fernbleiben verursacht werden, kann das Gericht der verursachenden Person auferlegen. Wird ein Verfahren fahrlässig eingeleitet oder erheblich erschwert, bezahlt die verursachende Person die Verfahrenskosten. Dasselbe gilt, wenn ein Entscheid in einem Revisionsverfahren revidiert wird.
Die beschuldigte Person übernimmt die Verfahrenskosten, wenn sie nicht freigesprochen wird oder das Verfahren mutwillig ausgelöst hat. Der Klägerschaft werden die Kosten auferlegt, wenn ein Freispruch erfolgt, das Verfahren eingestellt oder die Klage zurückgezogen wird. Kommt ein durch die Staatsanwaltschaft vermittelter Vergleich zustande, trägt der Bund oder der Kanton die Kosten. Kosten für Berufungsverhandlungen werden der unterliegenden Partei auferlegt, wer für vorangegangene Verhandlungen aufzukommen hat, entscheidet das Berufungsgericht.

## Entstehungsgeschichte
Das Eidgenössische Justiz- und Polizeidepartement beauftragte 1994 eine Expertenkommission, welche 1998 einen vereinheitlichten Vorentwurf einer neuen, gesamtschweizerisch gültigen Strafprozessordnung veröffentlichte und diesen 2001 in die Vernehmlassung schickte. Die von der Kommission für Rechtsfragen des Ständerats einstimmig geforderte Wahl des Bundesanwalts durch die Bundesversammlung und die Aufsicht über die Bundesanwaltschaft einer unabhängigen Behörde zu erteilen, wurde vom Bundesrat innert kurzer Zeit noch 2009 gutgeheissen. Am 1. Januar 2011 trat die neue Strafprozess- zusammen mit der neuen Jugendstrafprozessordnung als auch mit dem neuen Strafbehördenorganisationsgesetz des Bundes in Kraft.

## Kritik

### Kosten
Bereits vor Inkrafttreten der neuen Gesetze wurde die teilweise grosse Kostendifferenz, die zwischen den Kantonen bestehen bleibt, bemängelt. Ständerat Eugen David äusserte sich gegenüber 10vor10 zu den bis zu vierfachen Kostenunterschieden. Er ist der Ansicht, dass eine Nachbesserung nötig wäre.

### Verdeckte und präventive Ermittlungen
Ein weiterer Kritikpunkt stellt die restriktive Regelung von verdeckten und präventiven Ermittlungen durch die Polizei dar. Insbesondere die präventive Ermittlung gegen Pädophile wird durch die StPO erheblich restriktiver geregelt, als dies die meisten kantonalen Strafprozessordnungen getan hatten.

### Strafbefehl häufig angewandt
Auch der Strafbefehl wird kritisch gesehen, er wird in der Schweiz vergleichsweise häufig angewandt.

### Strafbefehl – rechtsstaatlich bedenklich
Der Strafrechtler Kenad Melunovic Marini stellt fest, dass seit dem Inkrafttreten der Schweizerischen Strafprozessordnung im Januar 2011 über 90 % aller Strafverfahren in der Schweiz im sogenannten Strafbefehlsverfahren erledigt werden. Die damals geänderte Schweizerische Strafprozessordnung sieht vor, dass – bedingte oder unbedingte – Freiheitsstrafen von bis zu sechs Monaten nicht von einem Richter, sondern von der Staatsanwaltschaft ausgesprochen werden können.
Er kritisiert, dass der Strafbefehl in allen anderen als Bagatellfällen (wie Verletzungen von Strassenverkehrsvorschriften) in mancher Hinsicht an seine rechtsstaatliche Tauglichkeitsgrenze stösst und rechtsstaatlich bedenklich ist. Denn beim Strafbefehl befindet sich der Staatsanwalt und damit die Exekutivbehörde in der Rolle des unabhängigen Richters. Noch schwerer wiegt jedoch der Mangel, dass sich Effizienz und Kostenschlankheit im Strafbefehlsverfahren zulasten der Objektivität und letztlich der «Wahrheit» auswirken. Er kritisiert auch die Fehleranfälligkeit, ungenügende Abklärung des Einzelfalls: Ein Strafbefehl kann zwar richtig und kostengünstig sein, nur: Das ist er selten. Strafbefehle sind ein Massengeschäft. Handelt es sich nicht um ein Bagatell- oder weitgehend standardisiertes Verkehrs- oder leichtes Betäubungsmitteldelikt, haften den Strafbefehlen daher häufig Fehler an, deren Ursache – systembedingt – eine ungenügende Abklärung des Einzelfalls und damit des rechtserheblichen Sachverhalts ist. Die Folge ist: Es wird bestraft, wer bei genauem Hinschauen nicht bestraft würde. Um der geforderten Effizienz Genüge zu tun, wird insbesondere häufig auf eine Einvernahme (Anhörung) der zu bestrafenden Person verzichtet; weder zum Vorwurf noch zur Person. Erhebt die beschuldigte Person keine Einsprache, wird der staatsanwaltschaftliche «Versuchsballon» zum rechtskräftigen Urteil. Er rät daher Beschuldigten zur Einsprache gegen den Strafbefehl, die nicht näher zu begründen ist: Die Staatsanwaltschaft wird in der Regel eine Einvernahme ansetzen, an welcher der Einsprecher sowohl zu den Gründen seiner Einsprache als auch zur Sache und Person befragt wird. Dabei unterschlägt Melunovic, dass der durch eine Einsprache entstandene Zusatzaufwand oftmals zu höheren Kosten (Untersuchungsaufwand der Staatsanwaltschaft, Gerichtsgebühren etc.) führt, die vom Beschuldigten zu tragen sind, wenn er schuldig gesprochen wird.